# Њу Ричланд (Минесота)
Њу Ричланд (енгл. New Richland) град је у америчкој савезној држави Минесота.

## Демографија
По попису из 2010. године број становника је 1.203, што је 6 (0,5%) становника више него 2000. године.
| Група             | 2000.         | 2010.         |
| Белци             | 1.179 (98,5%) | 1.141 (94,8%) |
| Афроамериканци    | 0 (0,0%)      | 12 (1,0%)     |
| Азијати           | 1 (0,1%)      | 3 (0,2%)      |
| Хиспаноамериканци | 14 (1,2%)     | 41 (3,4%)     |
| Укупно            | 1.197         | 1.203         |